# ウラカ・ガルセス・デ・パンプローナ
ウラカ・ガルセス・デ・パンプローナ（スペイン語：Urraca Garcés de Pamplona, 940年代 - 1041年）は、カスティーリャ伯フェルナン・ゴンサレスの妃、のちガスコーニュ公ギヨーム・サンシュの妃。フランス語名はユラカ・ド・ナヴァール（フランス語：Urraca de Navar）。

## 生涯
ウラカはナバラ王ガルシア・サンチェス1世とテレサ・デ・レオンの娘である。953年に父、祖母トダ・デ・パンプローナおよび兄弟のサンチョおよびラミロとともに、サン・マルティン・デ・アルベルダ修道院にバギベルの町を寄進した記録に初めて確認される。971年、ウラカは兄王サンチョ2世からサン・ミジャン・デ・ラ・コゴリャ修道院に対する特権を奪った。

## 結婚と子女
ウラカはカスティーリャ伯フェルナン・ゴンサレスの2番目の妃となった。この結婚で子供は生まれなかった。
ガスコーニュ公およびボルドー伯ギヨーム・サンシュと再婚し、以下の子女が生まれた。
- ベルナール・ギヨーム - ガスコーニュ公およびボルドー伯
- サンシュ・ギヨーム - ガスコーニュ公およびボルドー伯。カスティーリャ伯サンチョ・ガルシアの娘ウラカ・サンチェスと結婚。
- ブリスク - アキテーヌ公ギヨーム5世と結婚
- ガルサンド - ブルゴーニュ公アンリ1世と結婚